# Rouyn-Noranda
Rouyn-Noranda (prononcé [ʁwɛ̃ nɔʁɑ̃da]) est une ville et une municipalité régionale de comté et, depuis 1966, le chef-lieu de la région administrative de l'Abitibi-Témiscamingue au nord-ouest du Québec, au Canada. Au début du XXIe siècle, son économie est basée sur l'exploitation et la transformation des ressources minières et forestières, la fabrication d'équipements pour ces industries et un secteur tertiaire développé, dont les services administratifs. 29e ville en importance au Québec lors du dernier recensement en 2021, la population est de 42 313, alors que le gouvernement du Québec l'estime en 2024 à 43 328 habitants.
Le nom a pour origine les anciennes municipalités de Rouyn et de Noranda qui ont été fondées à la suite de la découverte en 1917 d'un riche gisement de cuivre sur les rives du lac Osisko. Les deux villes ont été fusionnées en 1986 puis avec plusieurs municipalités environnantes entre 1995 et 2001. Même si elle constitue en 2022 une municipalité régionale de comté, son nom officiel reste « Ville de Rouyn-Noranda ».

## Toponymie
La ville de Rouyn tire son nom du canton éponyme dans lequel elle se situe. Le nom de Rouyn se veut un hommage à Jean-Baptiste de Rouyn, chevalier, seigneur de Saint-Maurice, en Lorraine, capitaine d'infanterie et membre du régiment Royal-Roussillon de Montcalm en 1759. Gravement blessé durant la bataille de Sainte-Foy en 1760, il reçoit la croix de Saint-Louis, puis retourne en France et y meurt.
L'appellation Noranda résulte de la contraction de Northern Canada qui, à l'origine, devait prendre la forme de Norcanda, mais se mua en sa forme actuelle par suite de la négligence d'un imprimeur distrait. Le toponyme algonquin de la ville est Conia Asini

## Géographie

### Territoire

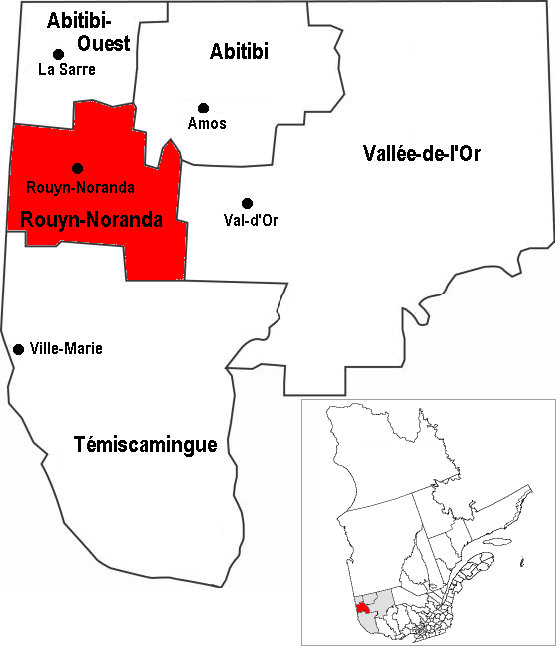
Carte de la MRC

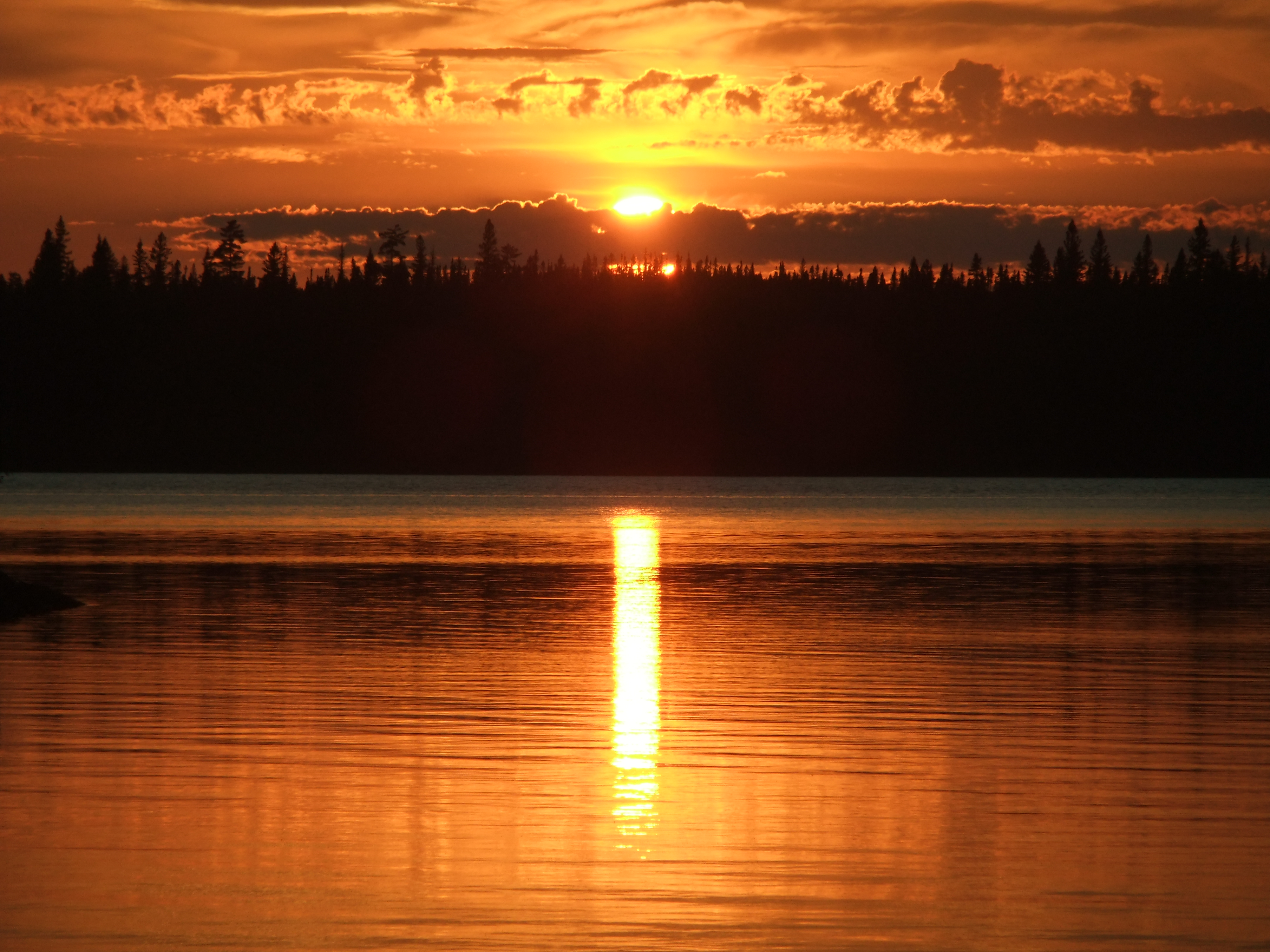
Lac Joannès.

La MRC de Rouyn-Noranda possède de nombreux sites écotouristiques ainsi que des infrastructures importantes. Le plus connu des sites est le Parc national d'Aiguebelle dont la majeure partie du territoire est située dans le quartier de Mont-Brun. Plusieurs aires protégées dont la Réserve de biodiversité des Lacs-Vaudray-et-Joannès et la Réserve de biodiversité Opasatica contribuent à la conservation des milieux naturels des Basses-Terres du lac Témiscamingue. Une station de ski alpin a été aménagée sur le Mont Kanasuta depuis 1961. Les Collines Kékéko, principalement accessibles par la route 391, offrent de magnifiques paysages pour la randonnée pédestre.
Parmi les infrastructures principales autres que les mines, il y a les centrales hydroélectriques de Rapide-2 et de Rapide-7 d'Hydro-Québec, érigées sur la rivière des Outaouais, ainsi qu'un aéroport régional dont le code IATA international est YUY.
Selon les données statistiques annuelles compilées par le Ministère des affaires municipales et de l'Habitation du Québec (MAMH), la valeur foncière totale des bâtiments et terrains taxables sis sur le territoire de la Ville de Rouyn-Noranda s'établissait à 5,198 milliards ($CAD) en 2020.

### Climat
Rouyn-Noranda
Le climat de Rouyn-Noranda est un climat subarctique, un intermédiaire entre le climat tempéré et le climat polaire. Les étés sont moins chauds et les hivers plus rigoureux que dans le climat tempéré. La végétation correspond à la forêt boréale, mixte par endroits. Les températures moyennes oscillent entre −18 °C et −19 °C en janvier et 16 °C et 17 °C en juillet, avec des records de froid tels qu'un −49,5 °C le 21 janvier 1984 ou de chaud avec un 34,5 °C le 18 juin 1995. Si en hiver, il est plus fréquent de rencontrer des températures avoisinant les -20 à −40 °C, les étés sont de plus en plus chauds en général ; cela joue entre 20 et 33 °C, avec un indice humidex souvent élevé. Fait marquant, vers la fin de mars 1947 une tempête de neige s'est abattue sur la région qui, aux dires des témoins, fut « la plus terrible que l'on ait vue depuis très longtemps ». La neige est tombée ainsi pendant 3 jours, ensevelissant tout sur son passage,.
La dernière neige tombe parfois dans le mois de juin.

## Histoire

### L'occupation autochtone du territoire
Les alentours de Rouyn-Noranda sont habités depuis 8 000 ans par les peuples autochtones. Selon certaines recherches archéologiques, les peuples algonquiens occupent ce territoire depuis au moins le XIIIe siècle. Au XVIIe siècle, juste avant l'arrivée des Européens, les « Témiscamingues » apparentés aux Algonquins et les « Abitibis », apparentés aux Cris de la baie James se partagent cette zone et les échanges entre ces deux peuples frères semblent pacifiques,. Les Témiscamingues peuplent le pourtour du lac Témiscamingue et s'auto-désignent Sagi wan icana bi alors que les Abitibis peuplent le pourtour du lac Abitibi et s'auto-désignent Apittipi anissinape qui signifie « Gens du lac à coloration foncée ».

### Le commerce des fourrures
En 1658, Gabriel Druillettes fait une première description géographique de la région. Il retrace la route des canots se rendant en Jamésie, celle qui franchit le partage des eaux par le lac des Quinze, l'Outaouais et le lac Abitibi. Cette route emprunte ici les lacs Opasatica, Dasserat, Duparquet puis Abitibi.

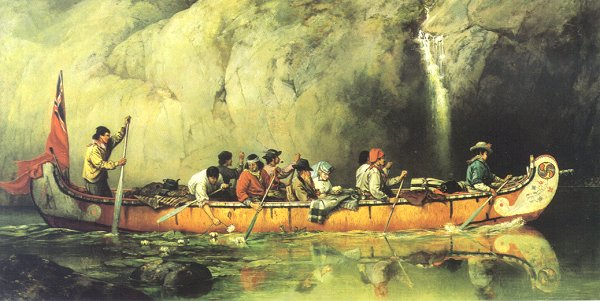
Scène représentant un gros canot à marchandises de la Compagnie de la Baie d'Hudson passant devant une chute.

Le territoire abitibien voit donc les premières expéditions européennes vers 1670 sous la direction de Radisson, expéditions inhérentes à une stratégie de développement de la traite des fourrures dans la région de la baie d'Hudson et des colonies de la Nouvelle-France.Entre 1620 et 1630, les Hurons et les Iroquois tissent des alliances privilégiées avec respectivement les Français et les Anglais. Les Iroquois, qui veulent s'assurer de conserver leur avantage commercial dans la vente des fourrures vont lancer vers le nord des raids de guérilla entre 1630 et 1640. N'ayant pu obtenir l'exclusivité du commerce, les Iroquois, qui ont acquis une supériorité militaire avec l'achat de centaines d'arquebuses, vont pratiquer des raids de rapine contre les convois algonquiens de fourrures en route vers les postes de traites français. Vers 1650, l'augmentation des frais demandés par les Outaouais va obliger les Français à recourir au service de traiteurs indépendants et moins onéreux, les coureurs des bois.

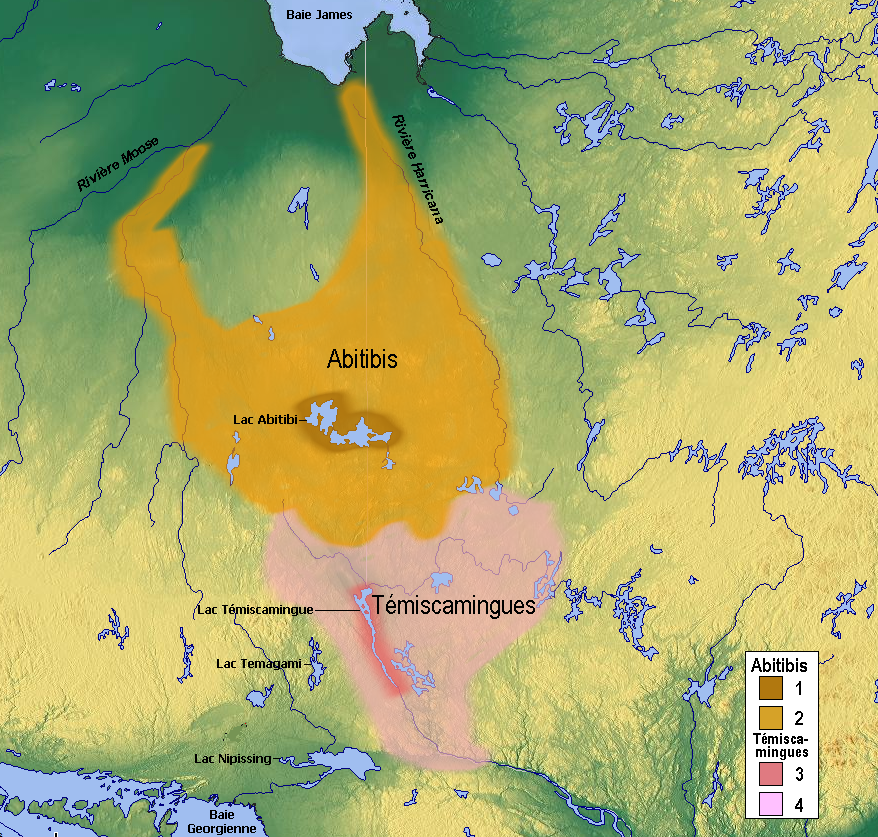
Les Témiscamingues (Algonquins) et les Abitibis (Cris) au XVIIe siècle.

Au milieu du XVIIe siècle, les Amérindiens de la région se détournent des Français avec l'ouverture d'un poste de traite anglais, plus généreux et situé à la Baie d'Hudson. En 1686, afin d'éliminer la concurrence, Pierre Chevalier de Troyes monte donc une expédition afin d'y déloger les Anglais. À cette occasion, il dirige la troupe de Pierre, Paul et Jacques Le Moyne et d'une centaine d'hommes dont 30 Français et 70 Canadiens. Parti de Montréal au mois de mars 1686, l'expédition se trouve dans les environs des lacs Opasatica et Dasserat au mois de mai 1686. Pierre de Troyes décrit que « Le trente unie., et dernier jour du mois (de mai 1686), nous partimes et entrâmes dans un petit ruisseau dont l'eau estoit a peine suffisante pour porter nos canots. Nous finies cinq lieues ce jour la et trois portages au dernier desquels je fus ou estoit la séparation des eaux, et par conséquent la hauteur de la terre et du monde, que dans ce voiage la mer estoit egallement basses aux costes du Canada et de la baye du nord (...) Le premier jour de juin, le reste de nos gens arriva et le temps s'estant mis au calme, nous nous mîmes en route sur le dix heures du matin et traversâmes le lac (Dasserat), qui a cinq lieux d'un portage a l'autre. (...) Nous en fimes quatre cette journée la, qui ne sont qu'a une portée de fusil les uns des autres, et traversés par de petits lacs. Je fus camper au bas du quatriesme. »

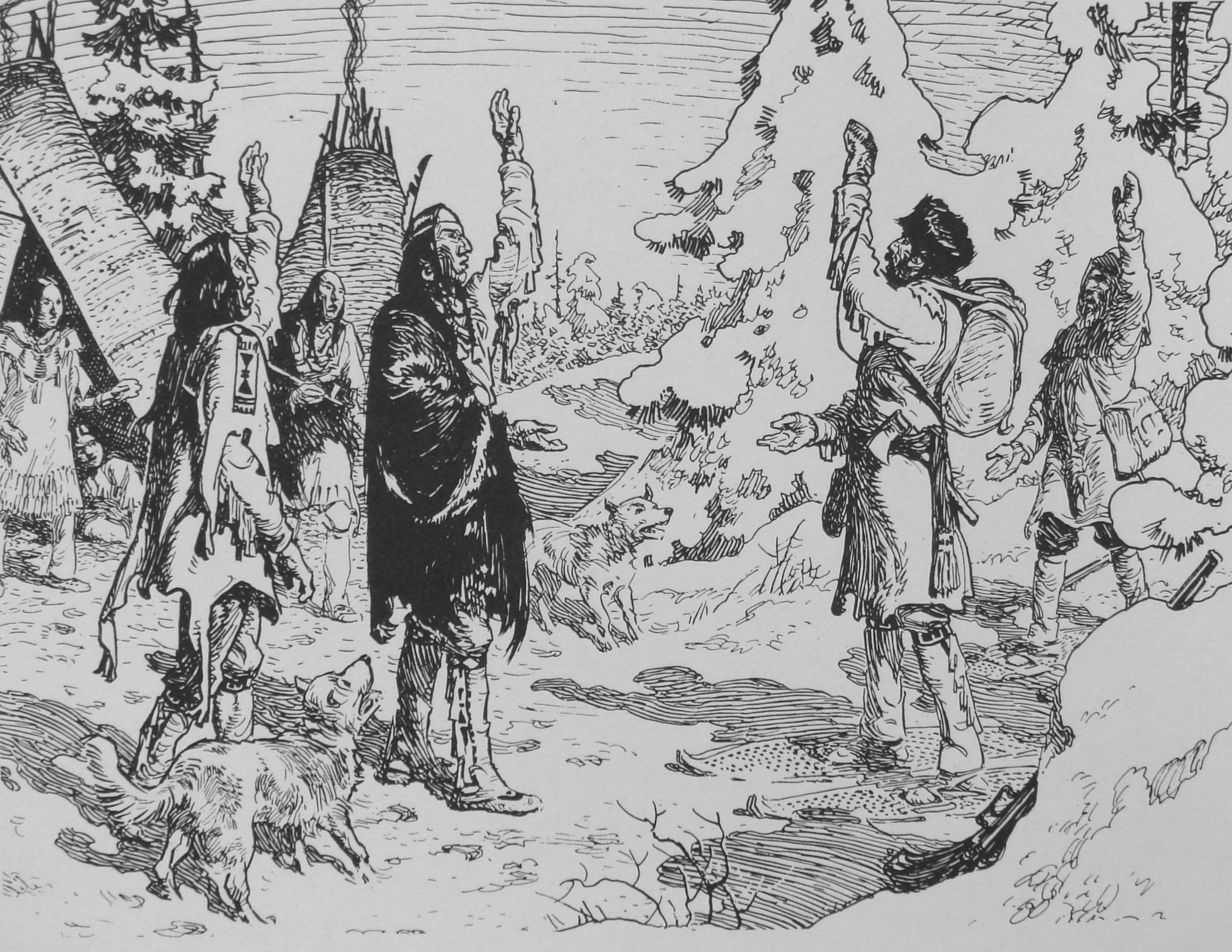
Arrivée de Radisson dans un camp amérindien en 1660.

En 1713, le traité d'Utrecht concède aux Anglais le territoire de la Baie d'Hudson sans que l'on[Qui ?] sache vraiment où s'arrêtent les frontières intérieures. Le Fort Témiscamingue, érigé en un point névralgique sur la berge est du lac Témiscamingue par un commerçant français Guillaume Pothier de Pommeroy et six hommes en 1720 sur des terres Anicinabek, devient à l'époque un important carrefour pour la traite des fourrures le long de la route de traite de la baie d'Hudson.

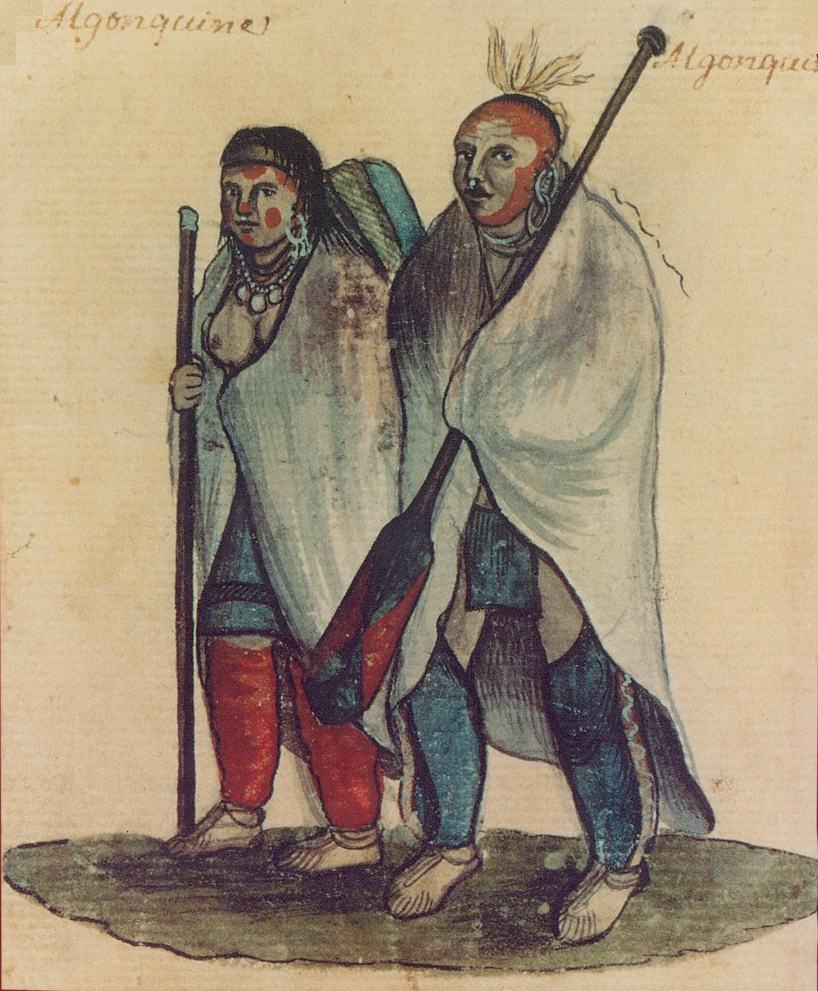
Couple d'Algonquins vers 1700 et 1720.

La défaite française est officialisée par le traité de Paris en 1763 et vient mettre fin à la guerre de Sept Ans. À ce moment, la France doit choisir entre sa colonie de Nouvelle-France ou ses colonies des Antilles. La France opte pour les Antilles à cause de la présence de ressources naturelles facilement exploitables et aussi parce qu'elle sait qu'elle est incapable de défendre sa petite colonie de Nouvelle-France face aux prospères colonies britanniques.
La nouvelle compagnie du Nord-Ouest de Montréal, principal employeur de la région entre en concurrence directe avec la Compagnie de la Baie d'Hudson qui opère déjà depuis un siècle. Cette concurrence dégénère en affrontements armés de 1795 jusqu'en 1821, date de leur fusion. En Europe, la mode de la soie sonne le glas du castor et dès les débuts du XIXe siècle, l'économie de la traite laisse place à une économie agricole et forestière. En 1836, c'est aussi un autre type d'entreprise qui se met en place, les missionnaires des Oblats vont forcer à l'évangélisation des Anicinabek qui semblent désormais être un groupe de symbiose.

### 1898: rattachement du Nord-Ouest au Québec
Le 13 juin 1898, après une quinzaine d'années de pourparlers, le ministre Marchand obtient le rattachement du territoire du Nord-Ouest à la province de Québec. Avant cette date, la région n'avait fait l'objet d'aucune évaluation ou cession de ressources forestières. Aucun accès routier n'existait et la ligne du partage des eaux était depuis toujours un frein au développement de la région. Le réseau hydrographique favorisait en fait la colonisation en permettant un flottage efficace et peu couteux vers le bassin versant du fleuve Saint-Laurent.
En 1897, le milieu minier canadien entrevoit un avenir prometteur pour ce territoire avec l'existence d'une large bande de roches huronniennes. Quarante-neuf cantons sont arpentés. Adélard Turgeon, ministre de la Colonisation et des Mines, choisit des noms à la mémoire de la campagne de défense de la Nouvelle-France du marquis de Montcalm en 1760.  Ainsi, les cantons les plus au nord, suivant la ligne du chemin de fer transcontinental, portent d'ouest en est les noms des sept régiments de l'armée de Montcalm (La Reine, La Sarre, Languedoc, Royal-Roussillon, Béarn, Guyenne, Berry). Puis, sous chacun de ces cantons, du nord vers le sud, se trouvent six cantons qui portent les noms d'officiers de chaque régiment. Sur le territoire de Rouyn-Noranda, les noms des cantons rappellent donc différents officiers de divers régiments (Rouyn, Cadillac, Bellecombe, Cléricy, Montbeillard, Destor, D'Alembert, Pontleroy, Désandrouins, etc.).

### Une mine, une ville: la naissance de Rouyn-Noranda
Au début des années 1900, la région de Rouyn-Noranda n'est qu'une vaste forêt sauvage traversée de rivières et de nombreux lacs pratiquement inaccessibles. Un prospecteur de la Nouvelle-Écosse, Edmund Horne, s'aventure sur les rives du lac Osisko pour la première fois en 1911. Il revient deux autres fois pour fouiller le sol et y découvre finalement des gisements de cuivre d'une grande teneur. Edmund Horne jalonne 670 acres sur la rive nord du lac Osisko, qui signifie « rat musqué » en algonquin.
En 1922, le Thomson-Chadbourne Syndicate, un syndicat minier de New York, se porte acquéreur des terrains et fonde la société Noranda Mines Limited. Dans son premier rapport annuel daté de 1923, la compagnie estime les réserves à 7 500 000 CA$. Cela déclenche une ruée minière. Des cabanes de bois apparaissent ici et là sur les bords du lac et il est bientôt question d'un village.

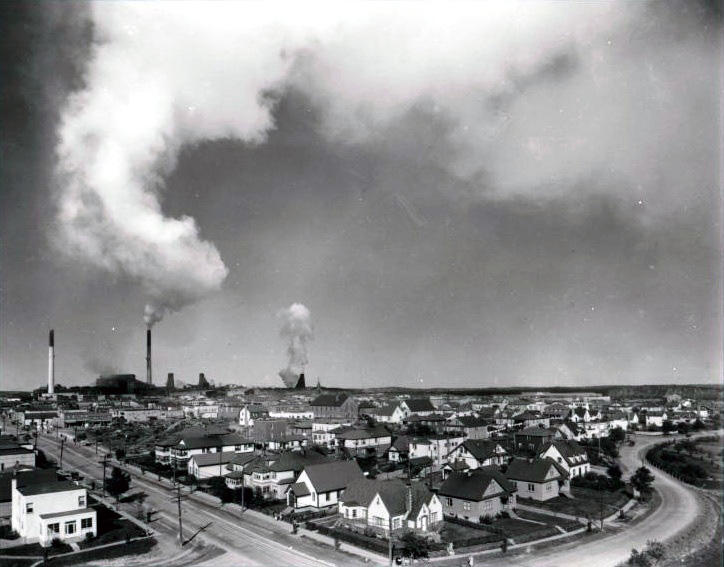
Ville de Noranda avec la fonderie Horne en 1942.

En 1924, Joseph Dumulon et ses fils construisent un magasin général sur la rive sud du lac. Le 10 octobre 1924, un jeudi, l'abbé Fougère y célèbre la première messe. Sur ce coin de terre plein de promesses, une cinquantaine de personnes prient ensemble pour la première fois, regroupées autour d'un comptoir servant d'autel. Outre un hôtel rudimentaire, l'hôtel Osisko et quelques cabanes qui abritent les colons, un grand camp se dresse sur une pointe avançant dans le lac. À l'est, s'élève le camp des garde-feux puis, en face, le bureau du syndicat dans lequel les emplacements de la future ville sont vendus. Albert Pelletier, suivi de trois religieuses, est le premier curé à s'installer dans l'école Saint-Louis, érigée la même année.

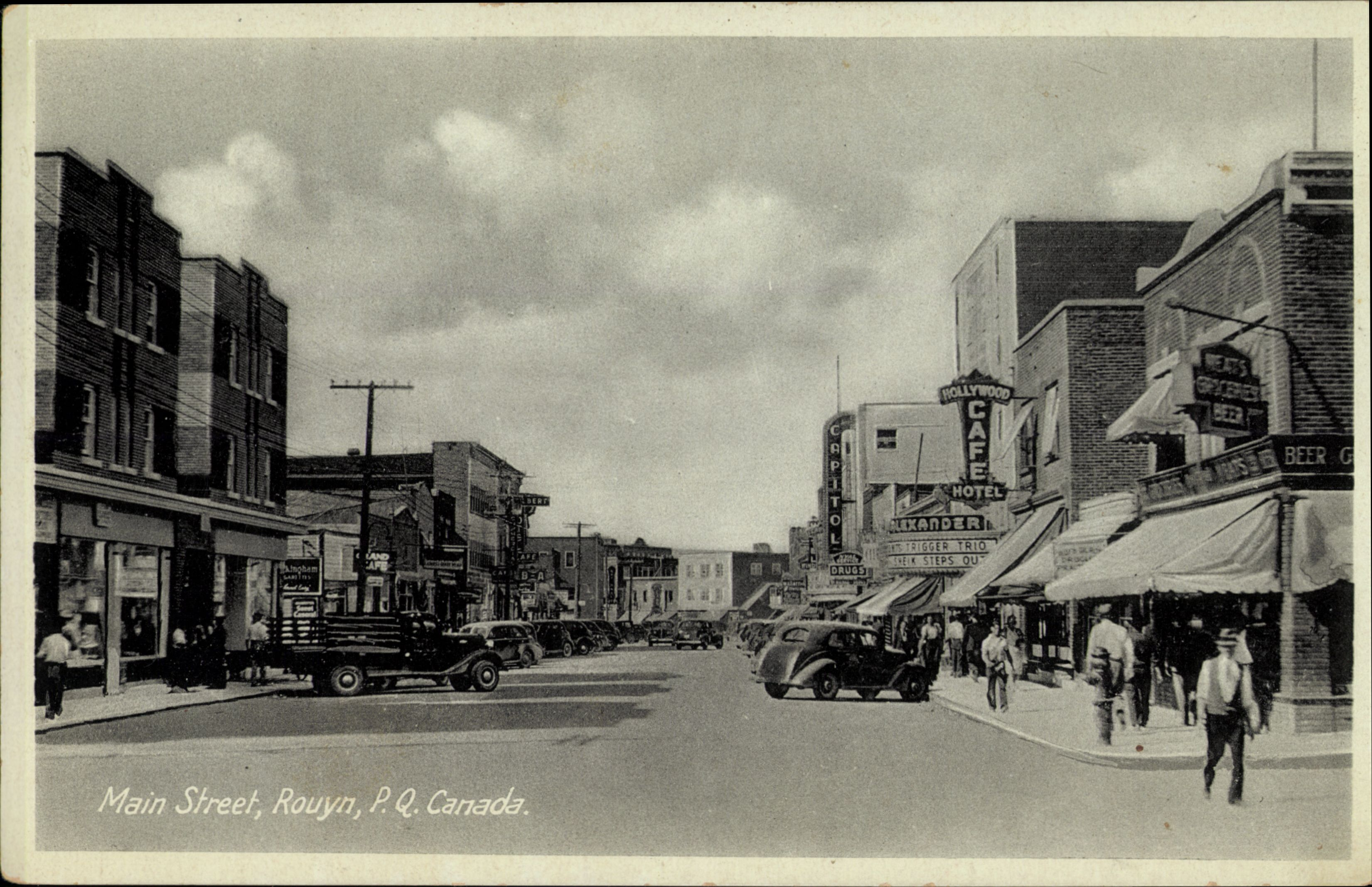
Rue principale, Rouyn.

Les deux villes sont érigées en municipalités la même année, soit le 11 mars 1926 pour Noranda, et le 5 mai pour Rouyn. Alors que le développement de Noranda est planifié, organisé et contrôlé par la Noranda Mines, celui de Rouyn est plus désordonné. Avec la construction et la mise en opération de la fonderie, la route vers Macamic puis l’arrivée du tronçon de 43 miles reliant Taschereau en Abitibi à Noranda du National Transcontinental Railway la même année et celui de l’Ontario Northland Railway en 1927, des milliers de mineurs, seuls ou avec leurs familles, débarquent en ville pour travailler à la mine Noranda et à la fonderie. Les deux villes comptent 25 000 âmes en 1927. Selon le recensement de 1931, les immigrants représentent plus du quart de la population des villes sœurs, des Finlandais, des Polonais, des Ukrainiens, des Russes et des Italiens principalement. De nouvelles vagues d’immigrants venus d’Europe centrale et d’Europe de l’Est après la 2e guerre mondiale contribueront à maintenir une importante part des habitants de Rouyn et Noranda jusque dans les années 60 avant de décliner au cours des années 70.
En 1926, le théâtre Régal, l'hôpital des Saints-Anges et l'église anglicane St. Bede's sont construits. Rouyn et Noranda comptent 27 abonnés au téléphone. L'unique annuaire pour toute la région québécoise et ontarienne s'intitule : Temiscaming Telephone Directory. Il contient 88 pages, annonces incluses. Les numéros privilégiés sont le 1 pour le curé Pelletier et le 10 pour la mine Noranda. Le curé a dû plaider sa cause pour obtenir le numéro 1. En 1927, l’église Saint-Michel Archange est érigée. En 1928 suivent la gare du Transcontinental et l’Hôtel de ville de Rouyn, l’Hôtel Noranda et l’aréna. En 1929, l’Hôpital Youville voit le jour,.
Durant la crise économique de 1929, le gouvernement du Québec encourage l'implantation de colons vers le Nord pour contrer l'exode vers la Nouvelle-Angleterre. Des gens affluent de partout, gonflés d'espoir et d'enthousiasme.

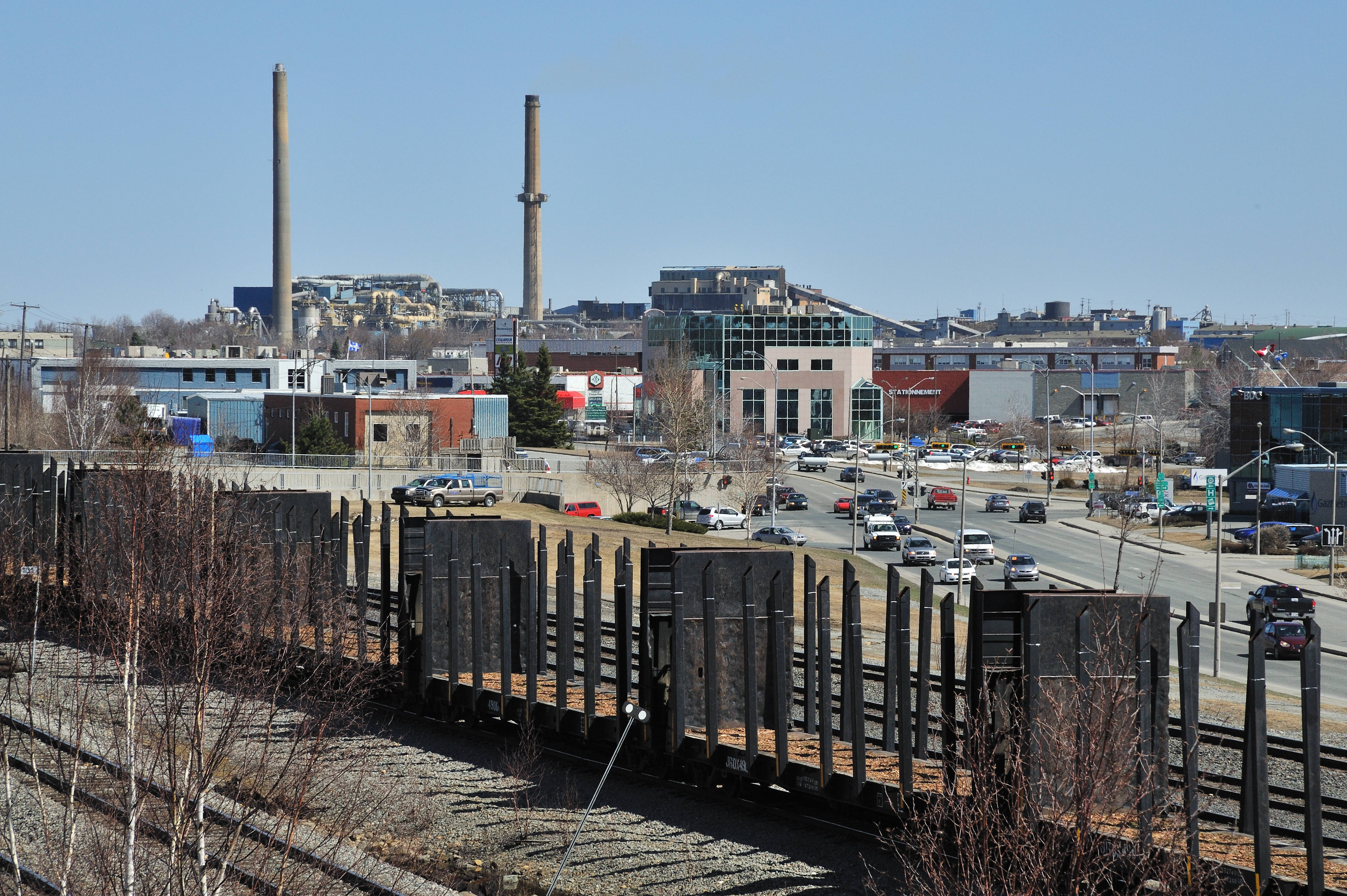
Rouyn-Noranda et la fonderie Horne vues du boulevard Québec.

Ce n’est qu’en 1939 que Rouyn et Noranda sont reliées à Montréal par la route. L’aéroport arrive dix ans plus tard.
En 1966, la ville de Rouyn devient la capitale administrative régionale, siège de plusieurs bureaux régionaux de différents ministères du gouvernement du Québec. Les deux villes jumelles de Rouyn et Noranda sont fusionnées en 1986 pour former une seule entité.

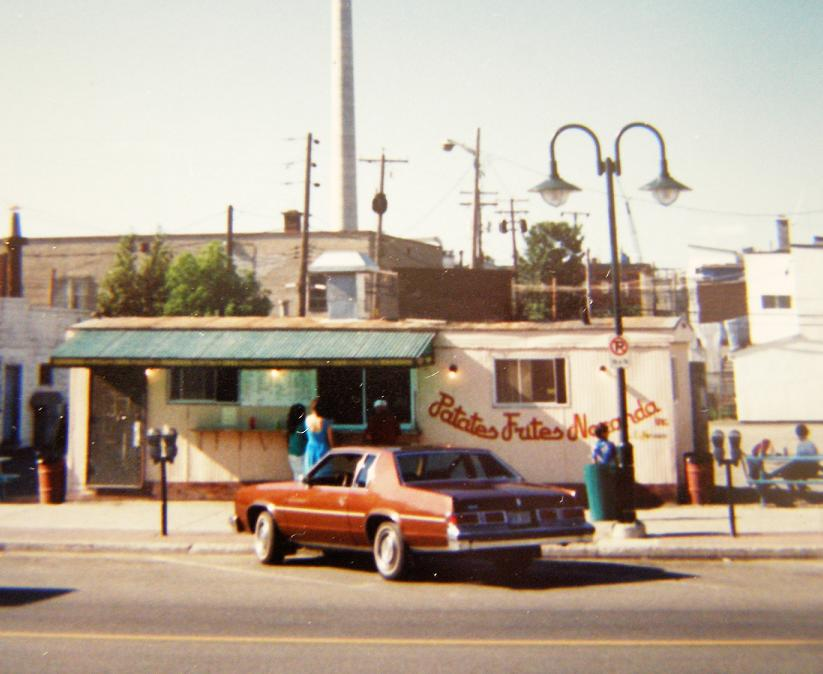
Patates Frites Noranda, aussi connu comme « Chez Morasse » (1989).

En 1997, Transports Canada cède la propriété de l'aéroport de Rouyn-Noranda à la Ville. Depuis, l'aéroport, situé sur la rive est de la rivière Kinojévis à 16 km du centre-ville, joue un rôle majeur sur l'échiquier du développement économique et industriel de la communauté.
Rouyn-Noranda a été fusionnée avec plusieurs municipalités environnantes entre 1995 et 2001 : avec les villages limitrophes de Granada, de Lac-Dufault et de Beaudry tout d'abord, puis le 12 décembre 2001 avec Bellecombe, Cléricy, Cloutier, D'Alembert, Destor, Évain, McWatters, Arntfield, Montbeillard, Mont-Brun, Rollet et Cadillac, désormais appelées quartiers, ainsi que des ex-territoires non organisés de Lac-Montanier, Lac-Surimau et Rapide-des-Cèdres. À la suite des réorganisations municipales québécoises de 2002, l'ensemble des municipalités de la MRC de Rouyn-Noranda sont fusionnées. En 2022, la Ville de Rouyn-Noranda a le double statut de MRC et de municipalité locale,.

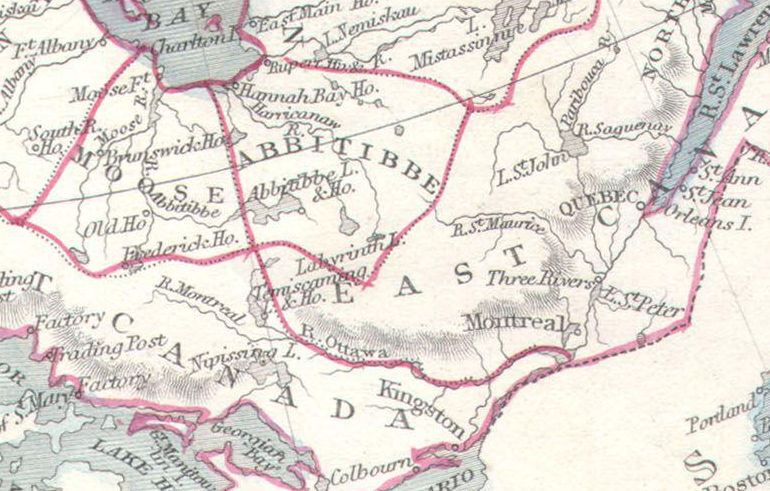
Carte de la région en 1849.

La région conserve toujours ses activités industrielles (minières et forestières) et a développé ses attraits culturels et touristiques (festivals, randonnées, pourvoiries, etc.).

### Chronologie
Chronologie des villes et cantons situés désormais dans l'actuelle MRC de Rouyn-Noranda :
- 1907 : Fondation du canton de Cléricy.
- 1916 : Fondation du canton de Rouyn.
- 1916 : Fondation du canton de Cadillac.
- 1920 : Fondation du canton de Bellecombe.
- 1920 : Fondation du canton de Montbeillard.
- 1926 : Le canton de Rouyn devient le village de Rouyn.
- 1926 : Fondation de la ville de Noranda.
- 1927 : Le village de Rouyn devient la ville de Rouyn.
- 1932 : Fondation du village de Rollet.
- 1935 : Fondation du canton de Destor.
- 1940 : Le canton de Cadillac devient le village de Cadillac.
- 1948 : Le village de Cadillac devient la ville de Cadillac.
- 1948 : Fondation de la municipalité d'Évain.
- 1954 : Le village d'Évain se détache de la municipalité d'Évain.
- 1976 : Création de la nouvelle municipalité d'Évain par la fusion de l'ancienne municipalité et du village d'Évain.
- 1978 : Le canton de Cléricy devient la municipalité de Saint-Joseph-de-Cléricy.
- 1978 : Fondation de la municipalité de Saint-Guillaume-de-Granada.
- 1978 : Le canton de Bellecombe devient une municipalité.
- 1978 : Fondation de la municipalité de Saint-Norbert-de-Mont-Brun.
- 1979 : Fondation de la municipalité de Beaudry.
- 1979 : Fondation de la municipalité de Cloutier.
- 1979 : Fondation de la municipalité de Kinojévis.
- 1979 : Fondation de la municipalité de Rollet.
- 1980 : Fondation de la municipalité d'Arntfield.
- 1980 : Fondation du village de Lac-Dufault.
- 1980 : Fondation de la municipalité de D'Alembert.
- 1980 : Le canton de Montbeillard devient une municipalité.
- 1981 : Le canton de Destor devient la municipalité de Destor.
- 1981 : La municipalité de Kinojévis devient la municipalité de McWatters.
- 1986 : Création de la ville de Rouyn-Noranda par la fusion des villes de Rouyn et de Noranda.
- 1995 : Création de la nouvelle ville de Rouyn-Noranda par la fusion de l'ancienne ville et de la municipalité de Saint-Guillaume-de-Granada.
- 1997 : La municipalité de Saint-Norbert-de-Mont-Brun devient la municipalité de Mont-Brun.
- 1997 : Création de la nouvelle ville de Rouyn-Noranda par la fusion de l'ancienne ville et du village de Lac-Dufault.
- 1998 : La municipalité de Saint-Joseph-de-Cléricy devient la municipalité de Cléricy.
- 2000 : Création de la nouvelle ville de Rouyn-Noranda par la fusion de l'ancienne ville et de la municipalité de Beaudry.
- 2002 : Création de la nouvelle ville de Rouyn-Noranda par la fusion de l'ancienne ville, de la ville de Cadillac et des municipalités d'Arntfield, de Bellecombe, de Cléricy, de Cloutier, de D'Alembert, de Destor, d'Évain, de McWatters, de Montbeillard, de Mont-Brun et de Rollet. Le quartier Mont-Brun est l'un des quartiers les plus éloignés du noyau urbain de Rouyn-Noranda. Le noyau du villageois est situé à 44 kilomètres au nord-est du centre-ville.

## Démographie
Des fouilles archéologiques attestent d'une présence autochtone vieille d'environ 8 000 ans sur le territoire de l'Abitibi-Témiscamingue. Le peuplement caucasien de la région, récent car effectué en grande partie dans les premières décennies du XXe siècle, est surtout le résultat de l'exploitation minière et agricole. Frappé par la Grande Dépression, l'état du Québec, en collaboration avec les sociétés de colonisation sous l'égide du clergé diocésain, prend la relève du mouvement de colonisation naturel vieux de trois siècles au Québec. Des colons sont dès lors recrutés par des sociétés de colonisation dans certaines paroisses spécifiques, tel que l'Estrie, le Bas-Saint-Laurent ou dans les régions autour de Montréal, entre autres.
Bien que la population soit maintenant très majoritairement d'origine québécoise (canadienne-française), dans ses débuts, un grand nombre de nationalités cohabitaient dans les villes-sœurs. Ce phénomène particulier est dû en grande partie à la main-d'œuvre étrangère engagée par la mine Noranda pour son exploitation. Les Polonais formaient le groupe le plus nombreux et ils étaient déjà été très actifs en fondant une chorale mixte, un groupe de danses folkloriques ainsi qu'une équipe de football. Les ressortissants d'Europe centrale et de l'Est formaient le gros des ressortissants étrangers : des Ukrainiens, des Tchécoslovaques, des Finlandais, des Russes, des Allemands, sans compter les habitants de souche britannique, très nombreux, venus de Grande-Bretagne, de l'Ontario ou du reste de la province de Québec. Pour les Québécois francophones de l'époque, les Européens de langues slaves sont les fro's, prononcé frô en québécois, une expression qui vient de la contraction du mot anglais foreigners, c'est-à-dire « les étrangers ».
Le contexte de travail à la mine Noranda devant privilégier le français comme langue courante, beaucoup de ceux qui n'avaient pas appris le français, comme la communauté juive, quittent la ville lors de la promulgation de la loi 101. Leur minorisation graduelle face au poids démographique francophone et la perte de vitesse de l'anglais comme langue des services publics sont des facteurs qui entraînent une partie de cette communauté à s'exiler au courant des années 1970 et 1980, surtout vers le reste du Canada anglophone. Noranda, dont la population était en grande partie anglophone à son début, est devenue francophone à 80 % environ. Le recensement de 1948 permet de situer ce revirement dans le temps.
Par le passé, en plus des églises catholiques francophones, la ville comptait plusieurs temples, chapelles et églises de diverses confessions, reflet de la diversité de la population. Parmi ces nombreux lieux de culte, on trouvait : une église catholique anglophone, un temple de l'Église unie du Canada, deux églises anglicanes (épiscopale), des églises baptiste, pentecôtiste, évangélique, une église orthodoxe russe, une église catholique ukrainienne, une synagogue, une salle du royaume des Témoins de Jéhovah. Plusieurs existent toujours et servent encore au culte.
| Villes        | Origines ethniques | 1931  | 1941   | 1951   | 1961   | 1971   | 1981   |
| Rouyn         | Canadiens français | 57 %  | 76 %   | 85 %   | 90 %   | 94 %   | N/A    |
|               | Canadiens anglais  | 14 %  | 10 %   | 7 %    | 4 %    | 1 %    | N/A    |
|               | Autres             | 29 %  | 14 %   | 8 %    | 6 %    | 5 %    | N/A    |
|               | Population         | 3 225 | 8 808  | 14 633 | 18 741 | 17 821 | 16 941 |
| Noranda       | Canadiens français | 23 %  | 33 %   | N/A    | 62 %   | 72 %   | N/A    |
|               | Canadiens anglais  | 27 %  | 45 %   | N/A    | 22 %   | 21 %   | N/A    |
|               | Autres             | 50 %  | 22 %   | N/A    | 16 %   | 7 %    | N/A    |
|               | Population         | 2 246 | 4 576  | 9 672  | 11 471 | 10 741 | 8 670  |
| Rouyn-Noranda | Population totale  | 5 471 | 13 384 | 24 305 | 30 212 | 28 562 | 25 611 |

| 1931  | 1941   | 1951   | 1956   | 1961   | 1966   | 1971   | 1976   | 1981   |
| ----- | ------ | ------ | ------ | ------ | ------ | ------ | ------ | ------ |
| 5 471 | 13 384 | 24 305 | 27 399 | 30 193 | 30 102 | 28 562 | 27 487 | 25 991 |

| 1986   | 1991   | 1996   | 2001   | 2006   | 2011   | 2016   | 2021   | 2026 |
| ------ | ------ | ------ | ------ | ------ | ------ | ------ | ------ | ---- |
| 26 135 | 28 958 | 28 819 | 39 621 | 39 924 | 41 012 | 42 334 | 42 313 | -    |

### Recensement actuel
En 2021, le gouvernement du Québec estime que Rouyn-Noranda et ses quartiers regroupent 43 182 habitants.
|                          | Caractéristiques                | Population | Pourcentage |
| Pas une minorité visible | Population totale               | 38 355     | 97,22 %     |
| Autochtones              | Population totale               | 765        | 1,94 %      |
| Autochtones              | Autochtones                     | 520        | 67,97 %     |
| Autochtones              | Métis (allochtones/autochtones) | 245        | 32,03 %     |
| Minorités visibles.      | Population totale               | 330        | 0,84 %      |
| Minorités visibles.      | Noir                            | 100        | 30,30 %     |
| Minorités visibles.      | Chinois                         | 75         | 22,73 %     |
| Minorités visibles.      | Arabe                           | 65         | 19,70 %     |
| Minorités visibles.      | Asiatique du Sud-Est            | 40         | 12,12 %     |
| Minorités visibles.      | Latino-Américain                | 30         | 9,09 %      |
| Minorités visibles.      | Sud-Asiatique                   | 10         | 3,03 %      |
| Minorités visibles.      | Philippin                       | 10         | 3,03 %      |
| Autres statistiques      |                                 |            |             |
| Immigrants               | Population totale               | 490        | 1,24 %      |

## Politique municipale
Le conseil municipal de Rouyn-Noranda comprend un maire et douze conseillers représentant chacun un district de la ville. Tous les membres sont élus au suffrage universel lors d'élections municipales pour un mandat de quatre ans. Diane Dallaire est actuellement la mairesse de Rouyn-Noranda.
Le 6 novembre 2005, Roger Caouette, fils de l'ancien chef créditiste Réal Caouette est élu maire. Il succède à Jean-Claude Beauchemin, ancien conseiller politique des premiers ministres Jacques Parizeau et Bernard Landry, en poste depuis 2002. Mario Provencher devient maire par intérim le 9 mars 2009, élu par ses pairs au lendemain de la démission de Roger Caouette pour des raisons de santé. En lice avec Jean-Claude Beauchemin et Philip Bradley, Mario Provencher se fait élire maire avec 47 % des suffrages le 1er novembre 2009.

### Liste des maires
Les élections municipales se font en bloc pour le maire et les douze (12) conseillers.
| Rouyn-Noranda Maires depuis 2005                                                                                     |                  |         |          |
| Élection | Maire            | Qualité | Résultat |
| 2005 | Roger Caouette   |         | Voir     |
| 2009 | Mario Provencher |         | Voir     |
| 2009 | Mario Provencher | Voir    |          |
| 2013 | Mario Provencher | Voir    |          |
| 2017 | Diane Dallaire   |         | Voir     |
| 2021 | Diane Dallaire   | Voir    |          |
| Élection partielle en italique Depuis 2005, les élections sont simultanées dans toutes les municipalités québécoises |                  |         |          |

## Vie culturelle
Riche d'une communauté artistique unique, Rouyn-Noranda bénéficie de la présence de nombreux artistes en son sein. Rouyn-Noranda est la ville natale du poète francophone Richard Desjardins. Une murale a été réalisée dans le viaduc du boulevard Rideau en son honneur en 2018,.
Éric Morin et André Melançon sont des réalisateurs et scénaristes connus originaires de Rouyn-Noranda. Geneviève et Matthieu sont des artistes en art performatif et ont dirigé Le centre d'art L'Écart pendant plusieurs années.
La vie culturelle de Rouyn-Noranda est enrichie par la présence du Théâtre du Cuivre (1967), du Musée d'art de Rouyn-Noranda, de L'Écart-Lieu d'art actuel, du Cabaret de la Dernière Chance, du Petit Théâtre du Vieux Noranda, de l'Agora des Arts et de plusieurs autres lieux favorisants l'émergence de la vie artistique.
C'est à Rouyn-Noranda, en 1976, qu'est né le Salon du livre de l'Abitibi-Témiscamingue, le plus vieil événement culturel de l'Abitibi-Témiscamingue.

### Cinéma
La ville de Rouyn-Noranda a été porté plusieurs fois au grand écran. Voici une brève liste des films :
- Danse avec elles[47] (2014)
- Alex marche à l'amour (2013)
- Voir Ali (2010)
- Bulldozer (1974)
- Tout l'or du monde[48] (1959)

Plusieurs artistes natifs de la ville de Rouyn-Noranda ont participé à la production d'oeuvres cinématographiques. En voici une liste:
- Alain Auger, musique pour Bacon, le film (2001)
- Simon Plouffe, réalisation L'or des autres (2011)

### Art Visuel
La ville de Rouyn-Noranda a des artistes en art visuel t'elle que:
- Virginia Pésémapeo Bordeleau
- Annie Boulanger
- Luc Boyer (sculpteur)
- Louis Brien
- Donald Trépanier
- Ariane Ouellet
- Andréane Boulanger

### Festivals, évènements et organismes
| Événements annuels                                        | Dates                        | Fondation |
| --------------------------------------------------------- | ---------------------------- | --------- |
| Festival du cinéma international en Abitibi-Témiscamingue | fin octobre / début novembre | 1982      |
| Fête d'hiver de Rouyn-Noranda                             | 3e semaine de février        | 1988      |
| NorAndBlues                                               | mi-novembre                  | 2000      |
| Festival de musique émergente en Abitibi-Témiscamingue    | début septembre              | 2003      |
| Festival du documenteur de l'Abitibi-Témiscamingue        | 1re semaine d'avril          | 2004      |
| Osisko en lumière                                         | début août                   | 2004      |
| Festival des guitares du monde en Abitibi-Témiscamingue   | fin mai / début juin         | 2005      |
| Festival d'humour émergent en Abitibi-Témiscamingue       | juin                         | 2021      |

Différents centres culturels tels que le musée d'art de Rouyn-Noranda, maintenant nommé MA (musée d'art) et anciennement le Centre d'exposition de Rouyn-Noranda ou l'Écart, Lieu d'art actuel font la promotion des arts visuels. Rouyn-Noranda héberge le Conseil de la culture de l'Abitibi-Témiscamingue (CCAT), qui accompagne le développement des artistes professionnels et des organismes culturels de la région. Le Centre régional de services aux bibliothèques publiques de l'Abitibi-Témiscamingue et du Nord-du-Québec (CRSBPATNQ), communément appelé Réseau BIBLIO ATNQ dessert 71 bibliothèques locales (2021).

### Tourisme et sites historiques
56 bâtiments d'intérêt patrimonial ont été répertoriés par l'Hôtel de ville.
- La Maison Dumulon[59] est le premier bâtiment de Rouyn-Noranda. Il fait revivre l'ambiance des années 1920 sur un site historique regroupant un magasin général, un bureau de poste ainsi que la résidence familiale de l'époque.
- L'église orthodoxe russe Saint-Georges, construite de 1955 à 1957 par la communauté russe composée alors d'une vingtaine de familles, a été convertie en musée religieux après sa fermeture en 1981. La célébration de la messe, les rites religieux ainsi que le rôle important des cultures étrangères y sont commentés.
- L'église catholique ukrainienne du Christ-Roi, construite également entre 1955 et 1957 par la communauté ukrainienne de Rouyn-Noranda.
- La synagogue de Rouyn-Noranda, de style néo-roman, a été construite en 1948 sur le même site où une première synagogue en bois avait été édifiée en 1932. La communauté juive représentait une quarantaine de familles à son apogée dans les années 1950.
- Les circuits d'interprétation historique mettent en valeur ses quartiers anciens. La ville de Rouyn-Noranda a développé des circuits patrimoniaux destinés aux piétons et aux cyclistes. Des panneaux d'interprétation, réalisés par le Comité du Vieux-Noranda, mettent en évidence certains éléments du cadre architectural.
- La fonderie Horne est l'une des plus importantes fonderies de cuivre et de métaux précieux au monde en 2008. Elle a débuté ses opérations en 1927 et la première coulée de cuivre a été faite le 17 décembre 1927. Dans les années 2020, elle traite le minerai en provenance de 18 pays et recycle tout matériel électronique et électrique contenant du cuivre, de l'or et autre métaux précieux. On peut y visiter un musée, l'usine de « smeltage », et des services connexes. L'histoire de la fonderie Horne de la société Noranda, maintenant propriété de Glencore, est décrite dans un livre bilingue comprenant des photos d'archives[60].
- Il a eu un film réalisé sur des enjeux environnementaux liés avec les émissions d'arsenic dans l'air émis par la Fonderie Horne en 2022. Ce film se nomme Notre-Dame-de-l'Arsenic[61].

Sites historiques
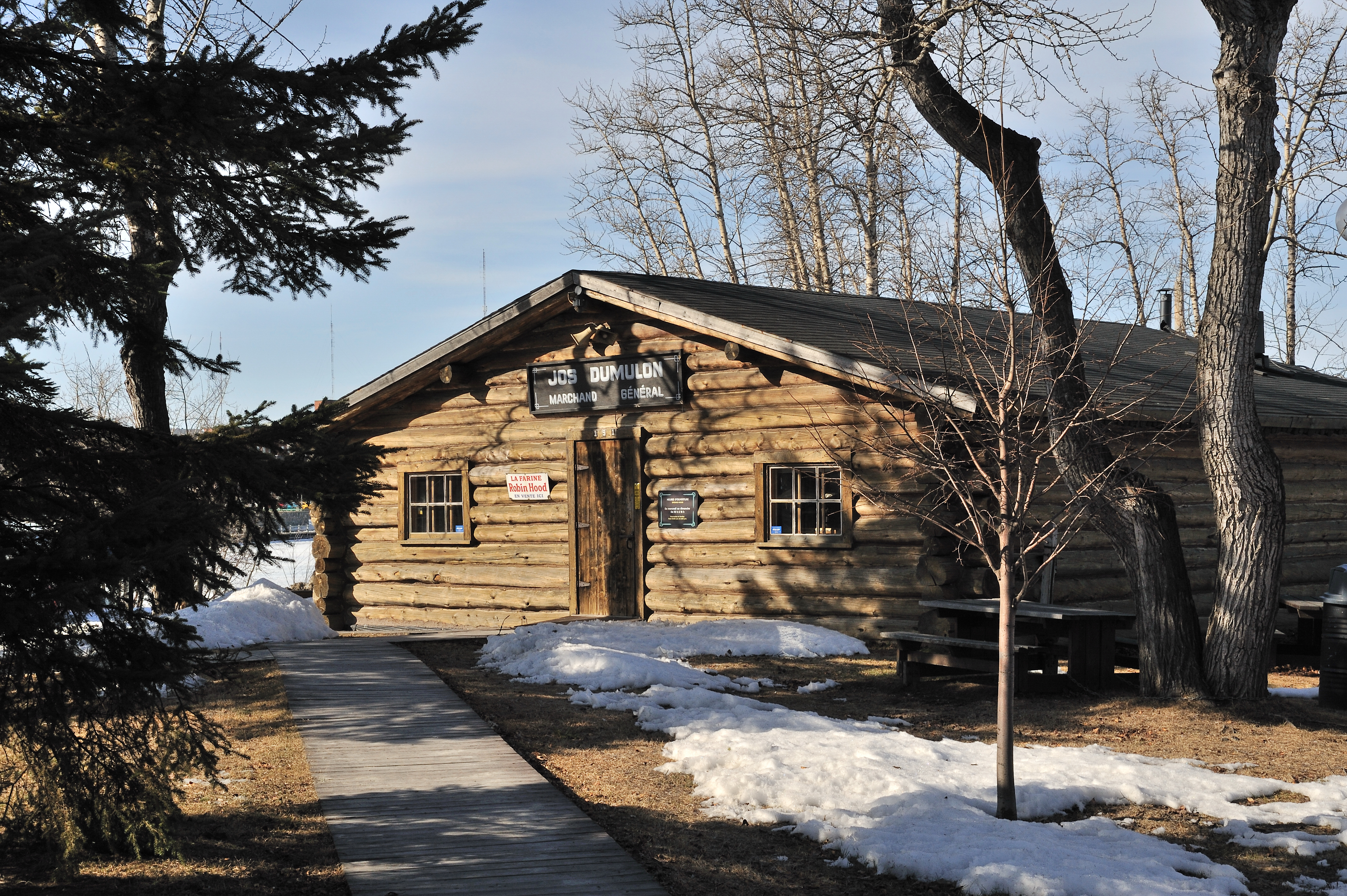
La Maison Dumulon.
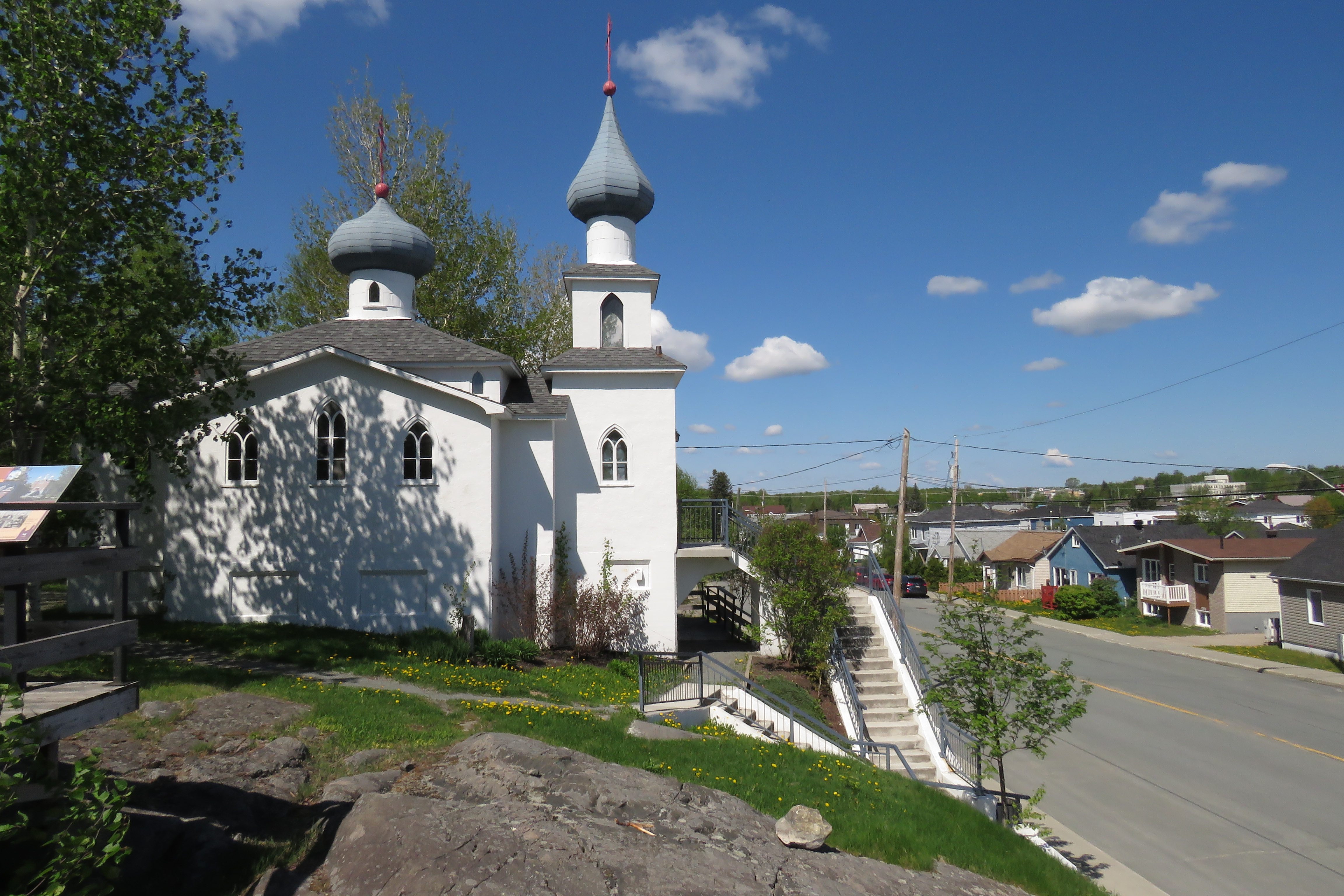
Église orthodoxe russe Saint-Georges.
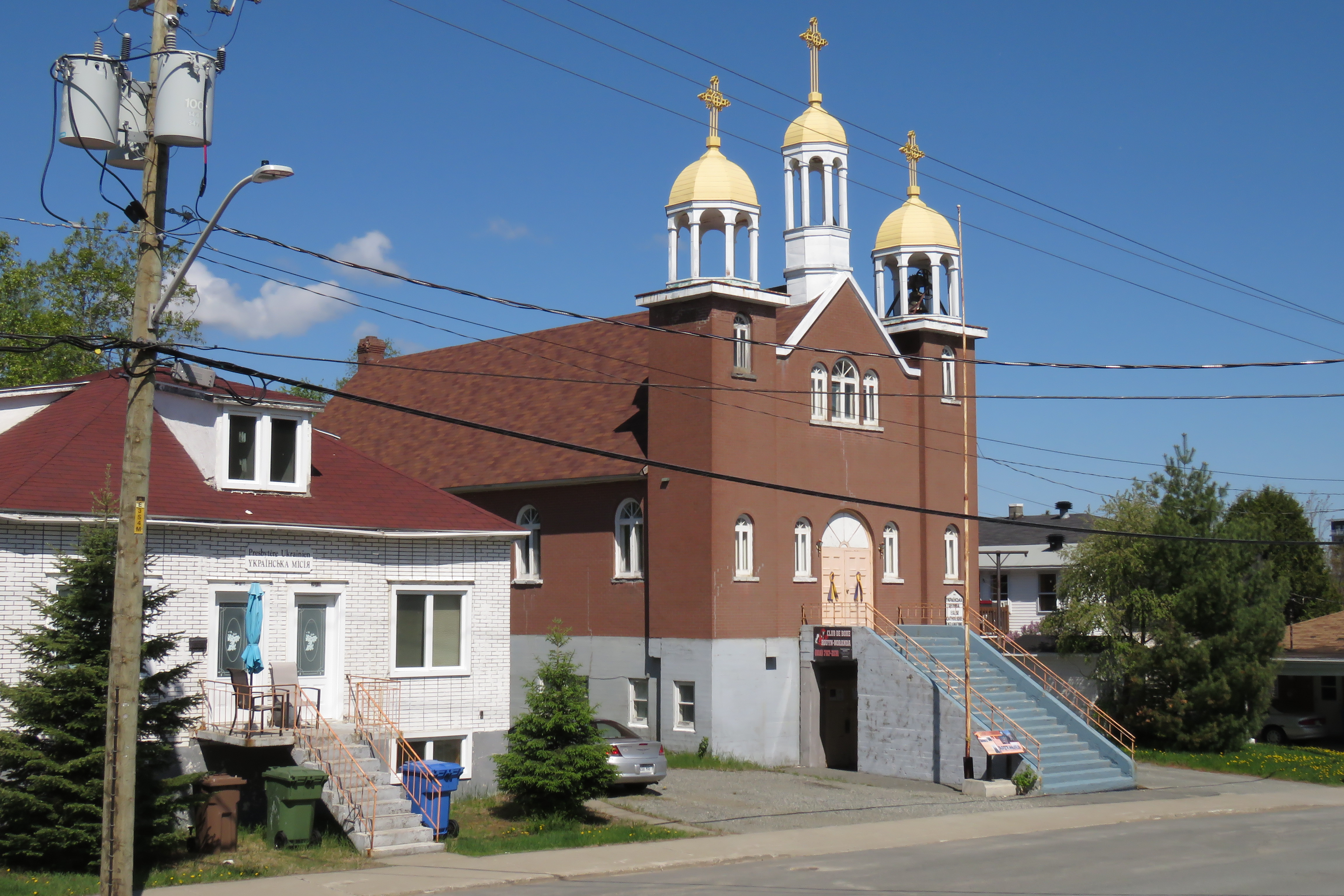
Église ukrainienne du Christ-Roi.
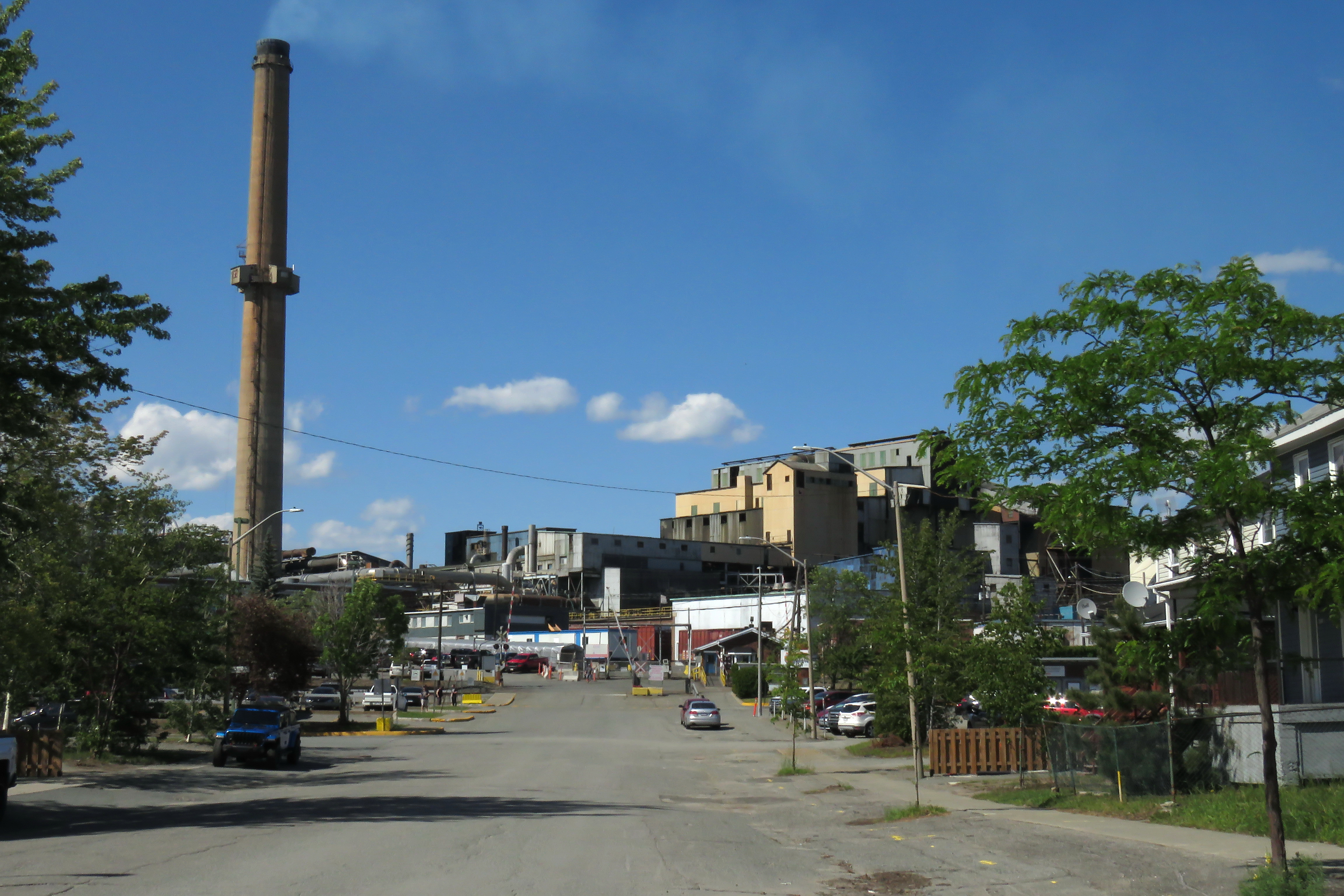
Entrée principale de la Fonderie Horne.
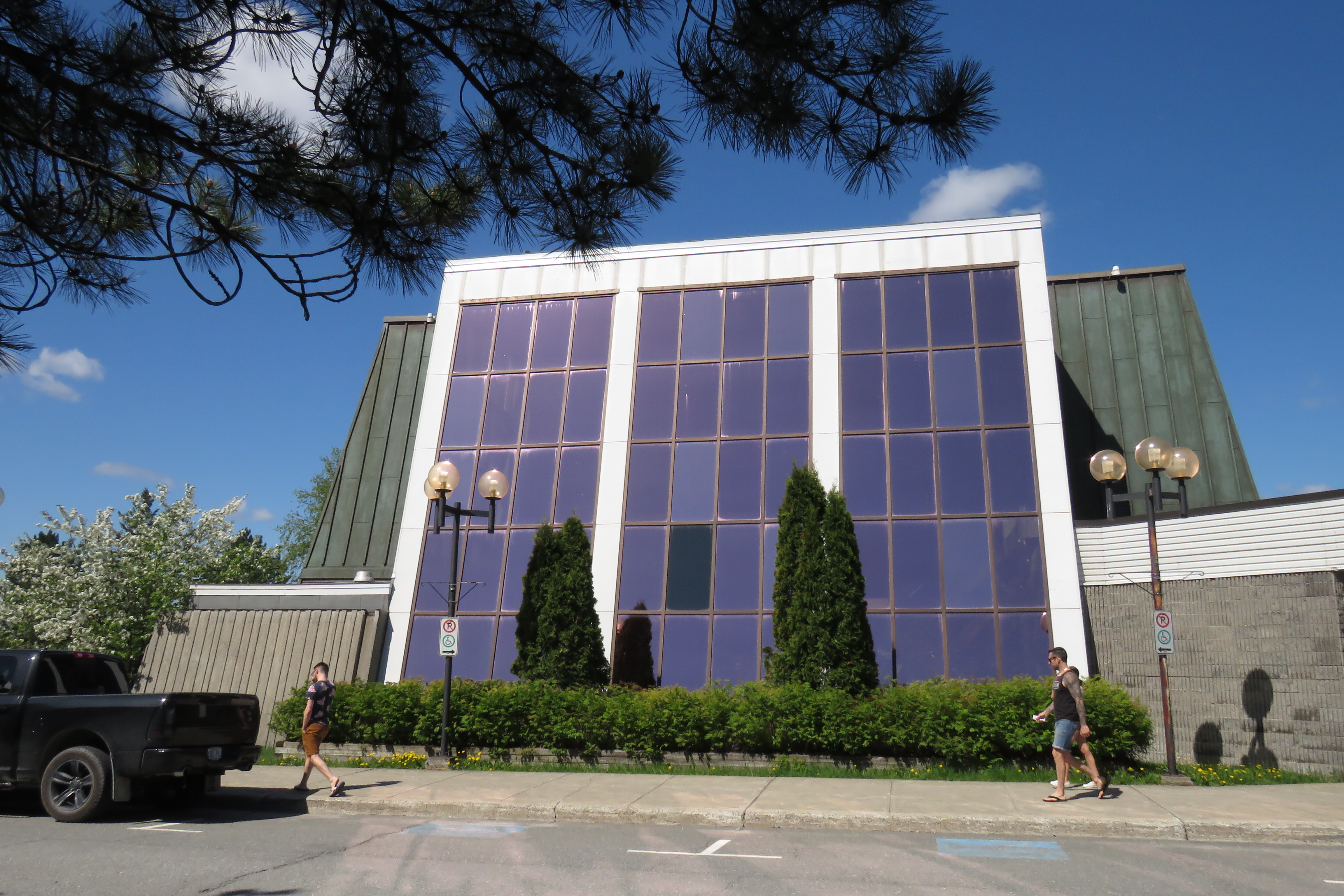
Atrium du Théâtre du Cuivre.

### Éducation
- Commission scolaire de Rouyn-Noranda
- Commission scolaire de l'Or-et-des-Bois (quartier Cadillac)

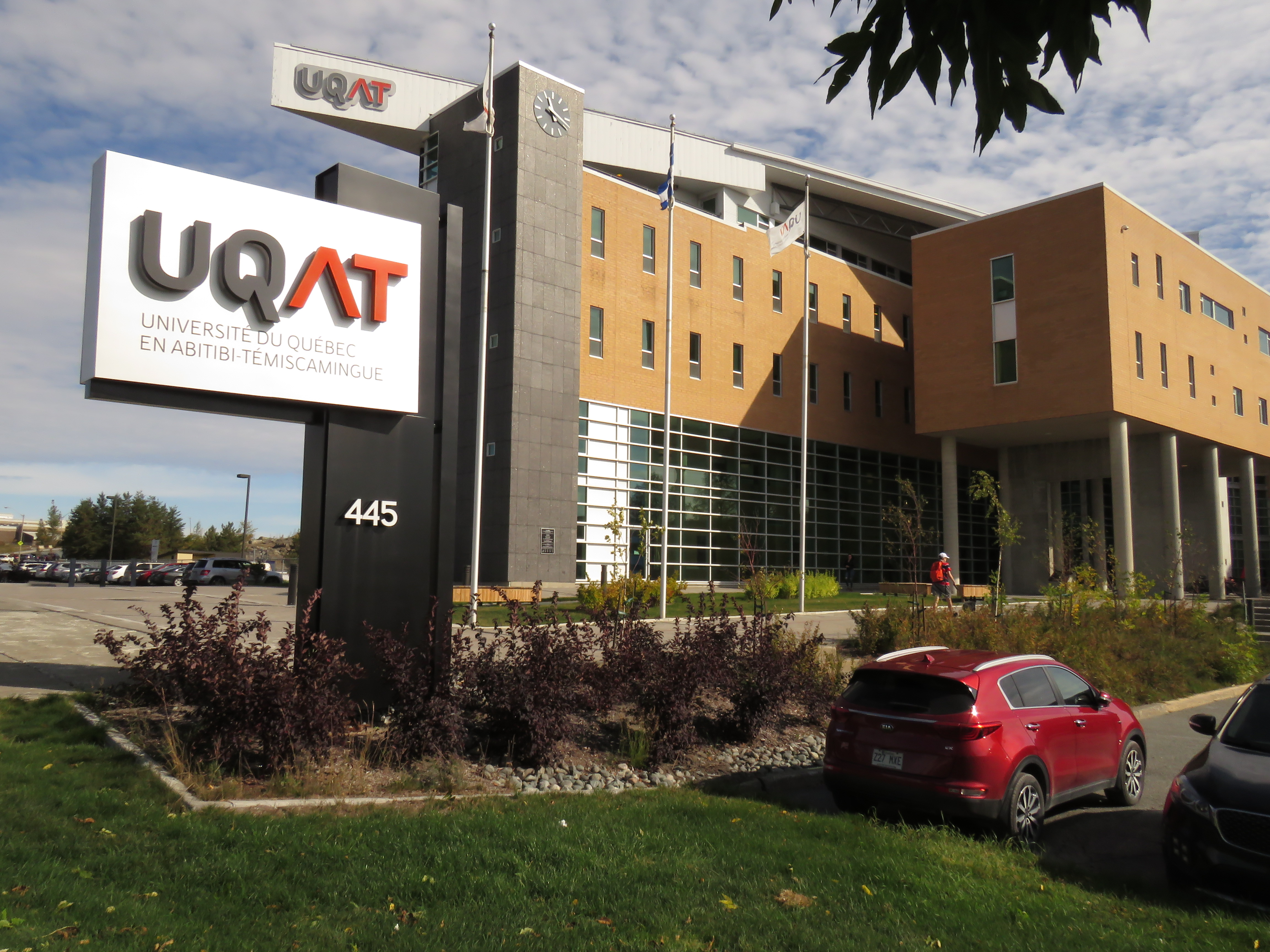
Entrée principale du campus de l'UQAT

Rouyn-Noranda bénéficie de la présence d'un cégep et d'une université.
- L'Université du Québec en Abitibi-Témiscamingue (UQAT) a commencé en 1970 dans des locaux prêtés par le Cégep comme extension de l'Université du Québec à Trois-Rivières (UQTR) avant d'obtenir ses lettres patentes en 1983. Installée au Séminaire St-Michel, elle emménage dans un bâtiment neuf à l'architecture originale en 1996, Elle offre des formations dans plusieurs domaines dont l'éducation, le génie civil, la création multimédia, l’administration, le travail social, la santé[62] dans ses trois campus de Rouyn-Noranda, de Val-d'Or et d'Amos et dans plusieurs autres centres de l'Abitibi-Témiscamingue, ainsi qu'à Mont-Laurier et à l'École de Technologie supérieure de Montréal où elle offre plusieurs programmes en création multimédia. Elle dispose également de deux instituts de recherche (mines et environnement, foresterie) et d'un centre de recherche en agriculture à Notre-Dame-du-Nord au Témiscamingue.
- Le Cégep de l'Abitibi-Témiscamingue (CEGEPAT), fondé en 1967, dessert un territoire de 65 143 km2, avec ses trois campus d'enseignement régulier de Rouyn-Noranda, d’Amos et de Val-d'Or, et les centres de formation continue de Ville-Marie et de La Sarre[63].

## Sports
- Les Huskies de Rouyn-Noranda évoluent dans la Ligue de hockey junior Maritimes Québec[64].
- Les Citadelles M17 AAA de Rouyn-Noranda évoluent dans la Ligue d´excellence du Québec[65].
- Les As de Rouyn-Noranda évoluent dans la ligue M18 AA Abitibi-Témiscamingue.
- Les Gaillards et Astrelles du Cégep de l'Abitibi-Témiscamingue évoluent dans les grands circuits collégiaux.

Rouyn-Noranda a accueilli les Jeux du Québec durant l'été 1973. Dans les années 1940 et 1950, les villes de Rouyn et de Noranda étaient réputées pour produire un grand nombre de hockeyeurs talentueux. Il était commun de dire que si l'Abitibi avait été plus rapproché géographiquement des grands centres, un grand nombre de ses joueurs auraient joué dans la LNH. Sam Pollock maintenait de constantes et bonnes relations avec les gens du hockey abitibien. Plusieurs hockeyeurs qui jouent ou qui ont joué dans la Ligue nationale de hockey viennent de Rouyn-Noranda, dont Dave Keon, Jacques Laperrière, Réjean Houle, Pierre Turgeon, Sylvain Turgeon, Éric Desjardins, Dale Tallon, Stéphane Matteau, Jacques Cloutier, Christian Bordeleau, Jean-Pierre Bordeleau, Paulin Bordeleau, André Racicot, Hubert Martin, Gordie McRay, Jacques Cossette, Jean Lemieux, Roland Cloutier, Marc-André Cliche, Wayne Connely, Maurice St-Jacques, Rogatien Vachon, Serge Savard, K.Douglas, Ted Ouimet, Steve Sutherland.
Médaillée d'or aux Jeux olympiques de Turin, et médaillée d'or aux Jeux olympiques d'hiver 2010 de Vancouver, la hockeyeuse Gina Kingsbury a grandi à Rouyn-Noranda.
La "Grande Dame du badminton canadien", Denyse Julien, vient de Rouyn-Noranda. Un gymnase y porte son nom.
La ville de Rouyn-Noranda a plusieurs associations sportives dont le Club d'escalade le Rappel du Nord,, créé en 2010, le Club de ski de fond Granada, le Club de natation les Dauphins, etc. La Ligue d'Ultimate de Rouyn-Noranda (LURN) a vu le jour en 2013.
On y retrouve deux terrains de golf: Golf de Noranda (9) et le Club de golf municipal Dallaire (18).

## Personnalités

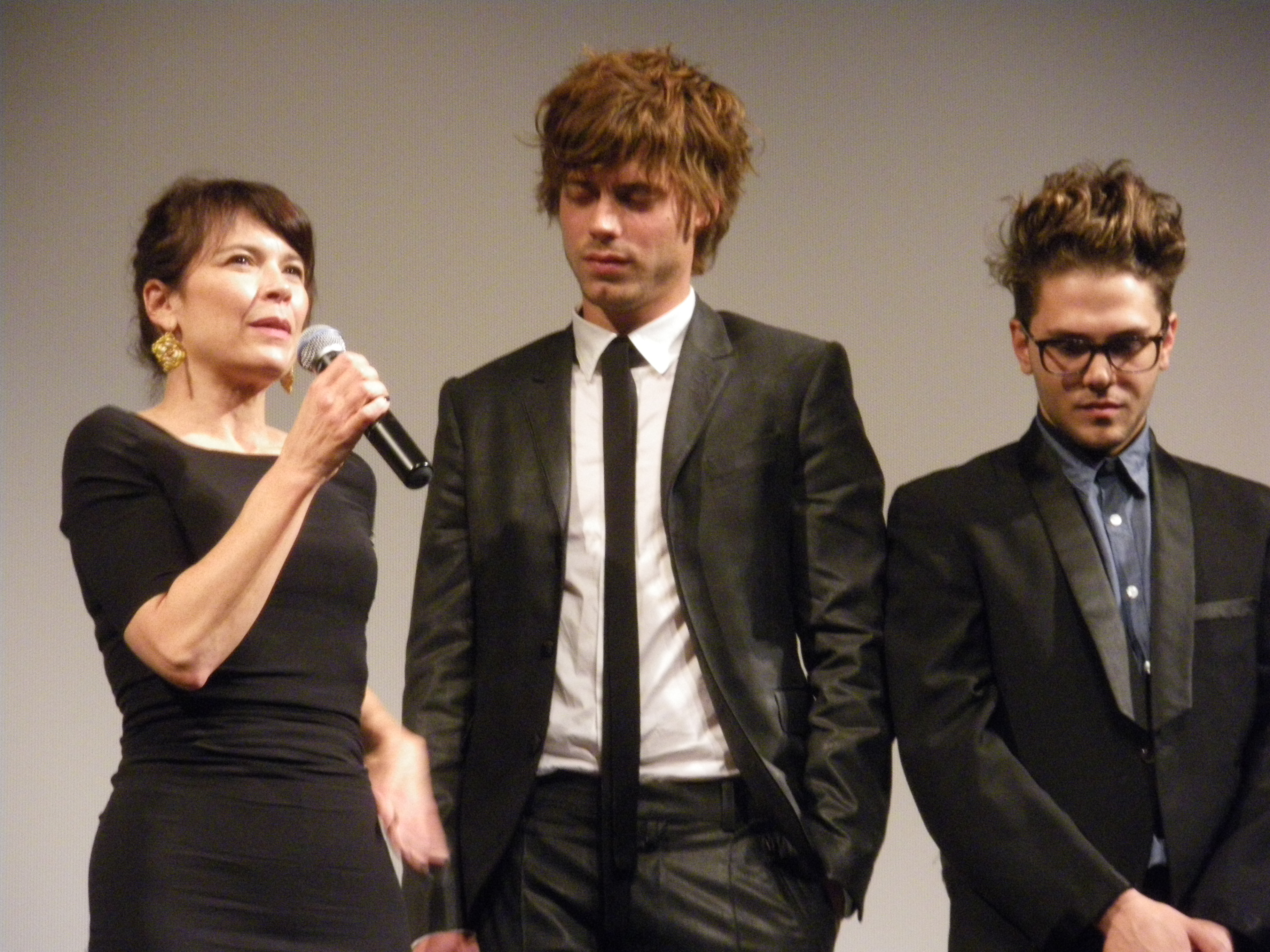
Anne Dorval (gauche), aux côtés de François Arnaud et de Xavier Dolan.

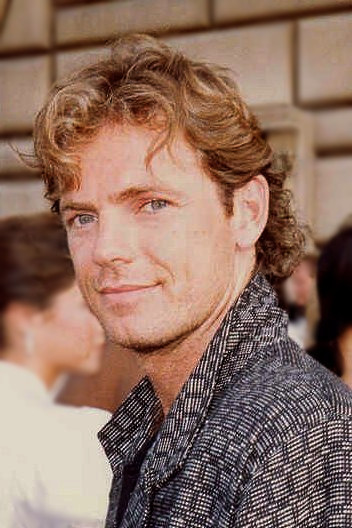
Bruce Greenwood

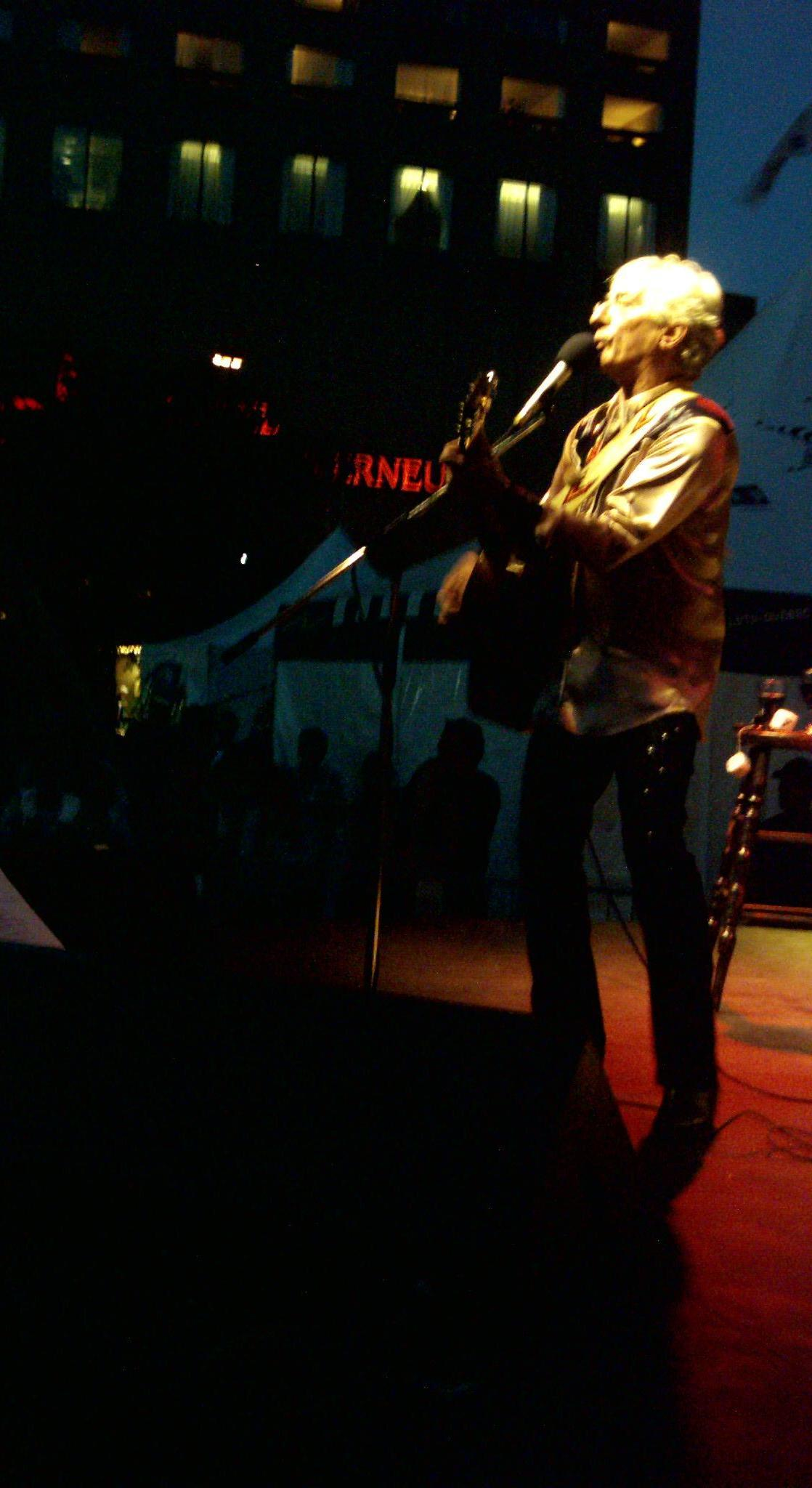
Richard Desjardins

## Littérature
Le Mont Chaudron, situé à l'extrême ouest du territoire de Rouyn-Noranda, sert de cadre à un thriller mystico-scientifique publié en 2017, L'ultime trésor de Joël Pagé.
Des événements réels qui ont marqué les années 1960 et 1970 à Rouyn-Noranda, dont plusieurs tirés des rubriques judiciaires des journaux de l'époque, servent de toile de fond au roman en deux tomes "Rouyn: Une traversée des années 1960 et 1970" de l'auteure Nicole Lemay, publié en 2020.

## Évêché
- Le diocèse de Rouyn-Noranda est institué par le pape Paul VI, le 9 février 1974[72]. Jean-Guy Hamelin[73] en est le premier évêque, nommé à cette fonction par le pape Paul VI le 29 novembre 1973 et intronisé par le cardinal Maurice Roy, archevêque de Québec, le 9 février 1974[74]. Décédé le 1er mars 2018[75], il est remplacé par Dorylas Moreau qui est intronisé à la fonction épiscopale le 2 mars 2002, en présence de Luigi Ventura, nonce apostolique au Canada, et de Roger Ébacher, archevêque de Gatineau-Hull[76]. Le 25 juin 2019, le pape François accepte la démission de Dorylas Moreau pour raison de santé et nomme Gilles Lemay, évêque du diocèse d'Amos, à titre d'administrateur apostolique du diocèse de Rouyn-Noranda[77]. Dorylas Moreau décède le 22 octobre 2019[78]. Le 31 janvier 2020, le pape François nomme l'abbé Guy Boulanger comme troisième évêque du diocèse de Rouyn-Noranda[79].Incendie de l'église Saint-Michel Archange en avril 1973

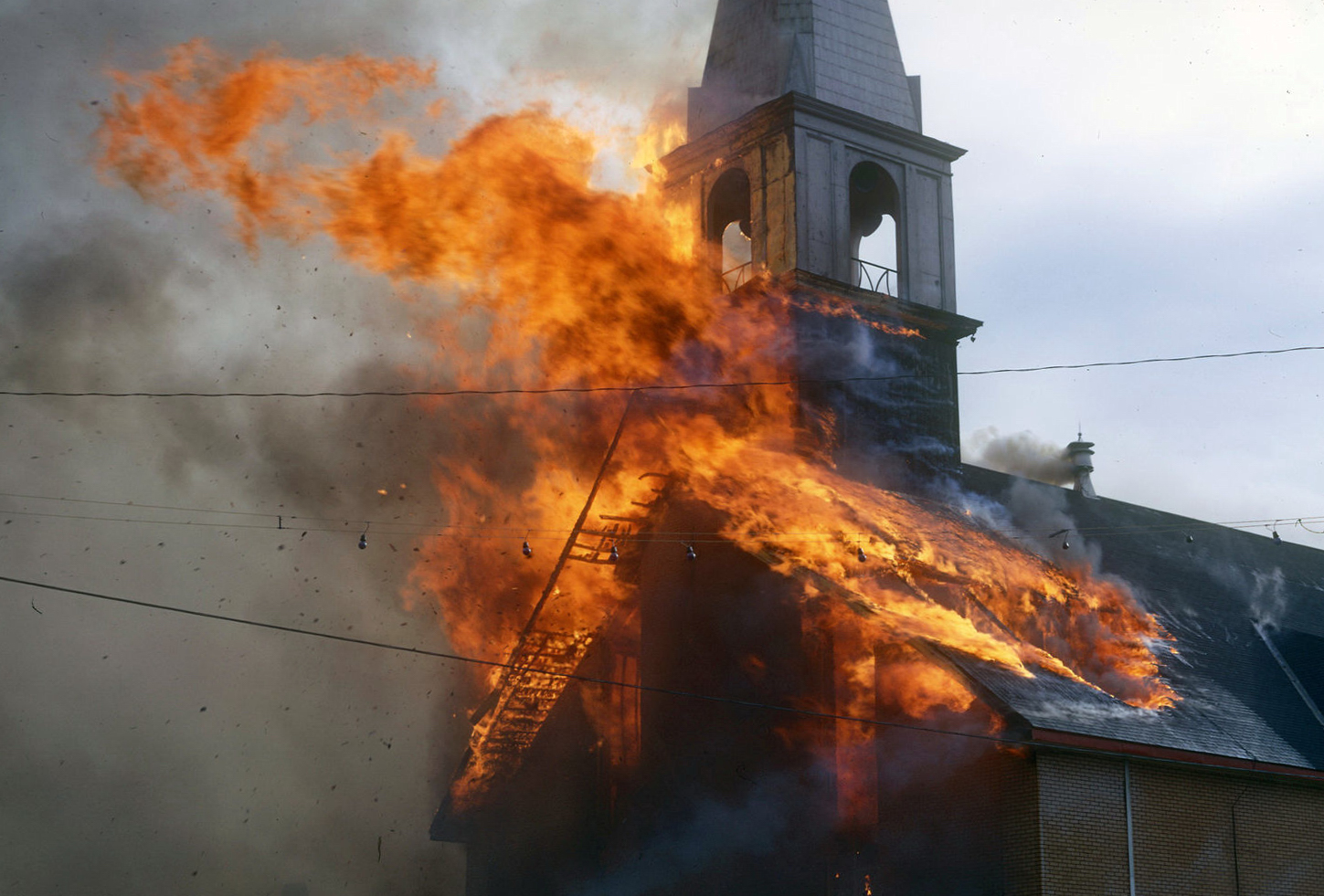
Incendie de l'église Saint-Michel Archange en avril 1973

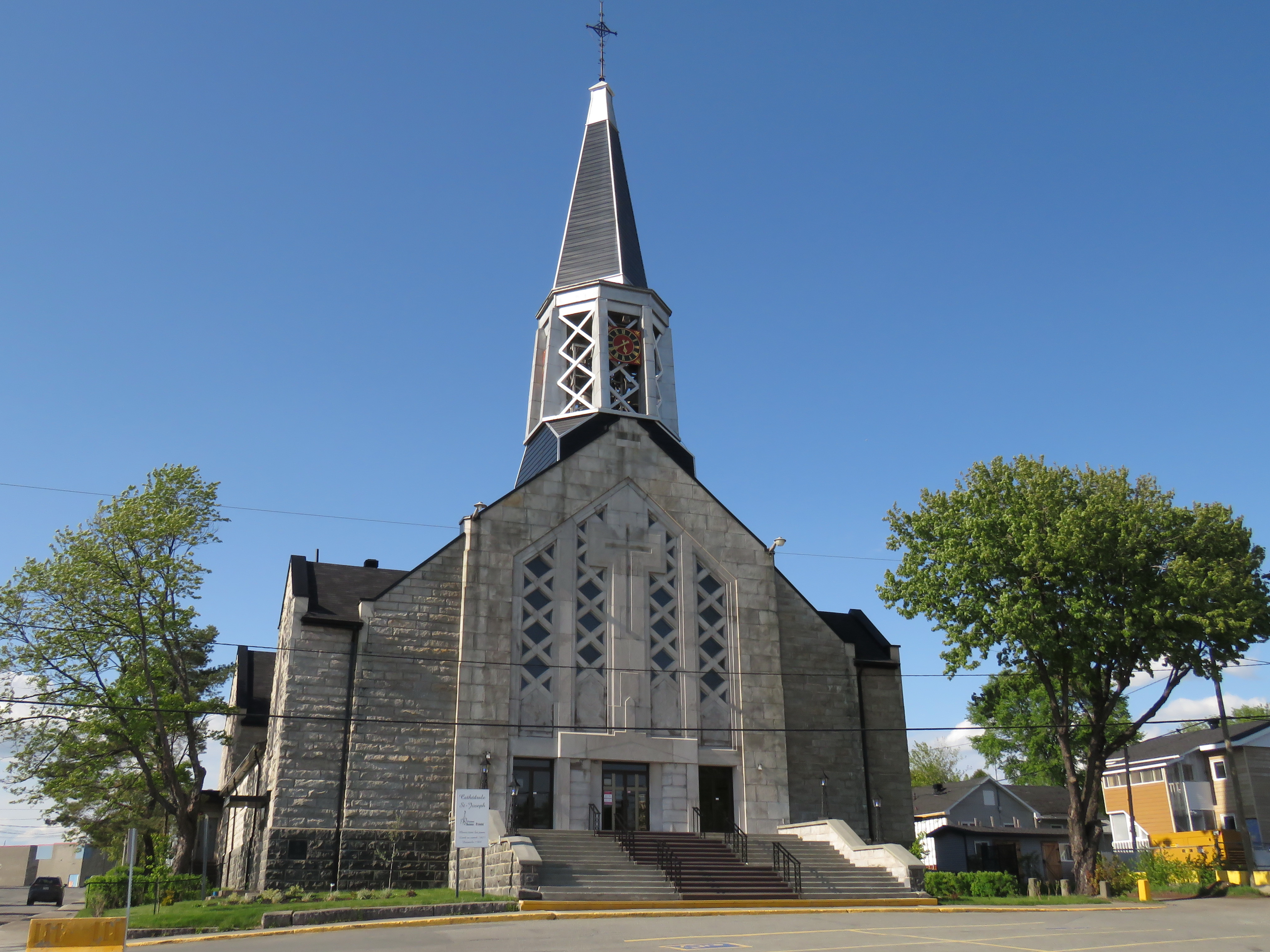
La cathédrale Saint-Joseph

- La cathédrale Saint-JosephL'église Saint-Michel-Archange de la première paroisse de Rouyn, érigée en 1925[80], est devenue la cathédrale à la fondation du diocèse de Rouyn-Noranda en 1974 jusqu'au transfert de la cathédrale à l'église Saint-Joseph en 2003. Détruite par un violent incendie en avril 1973[81], l'église Saint-Michel a été reconstruite mais avec un volume et une architecture plus modestes. Le bâtiment a été érigé sur les fondations de l'église incendiée et conçu de manière à servir à la fois au culte et comme salle paroissiale. Un beffroi en forme de chevalement minier lui est annexé afin d'accueillir les cloches. Après la dé-consécration, les cloches ont été transférées à l'Hôtel de ville de Rouyn-Noranda pour faire partie du carillon municipal. Celui-ci est composé de 11 cloches, dont 5 proviennent du patrimoine sacré des anciennes églises Saint-Michel-Archange et Sainte-Bernadette, et a été inauguré le 1er février 2005[82].
- L'église de l'ancienne paroisse Saint-Joseph, fondée le 30 mai 1946[80] est devenue la Cathédrale Saint-Joseph de Rouyn-Noranda[83] le 15 septembre 2003 puis a été consacrée le 22 mai 2004[84]. La cathédrale Saint-Joseph est maintenant le seul lieu de culte de la paroisse de la Sainte-Trinité de Rouyn-Noranda[85]. Cette dernière, fondée en 2005, résulte de la fusion des 6 paroisses francophones du centre-ville de Rouyn-Noranda, soit les paroisses Saint-Joseph, Saint-Michel-Archange, Immaculée-Conception-de-la-Bienheureuse-Vierge-Marie, Sainte-Bernadette, Sacré-Cœur-de-Jésus et Notre-Dame-de-Protection[86].

## Divisions de recensement voisines
Elles sont au nombre de six et se divisent entre deux provinces.
Au Québec:
- MRC Abitibi-Ouest
- MRC Abitibi
- MRC La Vallée-de-l'Or
- MRC Témiscamingue

En Ontario:
- District de Timiskaming
- District de Cochrane